# Itaocara (ort)
Itaocara är en ort i Brasilien.   Den ligger i kommunen Itaocara och delstaten Rio de Janeiro, i den sydöstra delen av landet, 900 km sydost om huvudstaden Brasília. Itaocara ligger 99 meter över havet och antalet invånare är 16 762.
Terrängen runt Itaocara är kuperad åt nordost, men åt sydväst är den platt. Närmaste större samhälle är Santo Antônio de Pádua, 18,0 km nordväst om Itaocara.
Omgivningarna runt Itaocara är huvudsakligen savann. Runt Itaocara är det ganska glesbefolkat, med 22 invånare per kvadratkilometer.